# Uruguay en la Copa Mundial de Fútbol de 1970
La selección de Uruguay fue una de las 16 participantes de la Copa Mundial de Fútbol de 1970, realizada en México.

## Indumentaria
- Por primera vez en la historia de la competición, Uruguay utiliza números en negro a la espalda, además del debut histórico de la camiseta de alternativa blanca contra Italia, en fase de grupos.

## Clasificación
El seleccionado uruguayo culminó en el primer puesto en su grupo por y logró la clasificación a la Copa Mundial de Fútbol de 1970.

### Grupo 3
| Equipo  | Pts | PJ | PG | PE | PP | GF | GC | Dif |
| ------- | --- | -- | -- | -- | -- | -- | -- | --- |
| Uruguay | 7   | 4  | 3  | 1  | 0  | 5  | 0  | 5   |
| Chile   | 4   | 4  | 1  | 2  | 1  | 5  | 4  | 1   |
| Ecuador | 1   | 4  | 0  | 1  | 3  | 2  | 8  | -6  |

| 6 de julio de 1969 | Ecuador | 0:2 (0:1) | Uruguay                | Guayaquil, Ecuador                        |                                           |
|                    |         |           | Bareño 31' · Zubía 60' | Árbitro(s): Romualdo Arppi Filho (Brasil) | Árbitro(s): Romualdo Arppi Filho (Brasil) |

| 13 de julio de 1969 | Chile | 0:0 | Uruguay | Santiago, Chile                           |  |
|                     |       |     |         | Árbitro(s): Aurelio Bossolino (Argentina) |  |

| 20 de julio de 1969 | Uruguay     | 1:0 (0:0) | Ecuador | Montevideo, Uruguay                         |                                             |
|                     | Ancheta 76' |           |         | Árbitro(s): Rodolfo Pérez Osorio (Paraguay) | Árbitro(s): Rodolfo Pérez Osorio (Paraguay) |

| 10 de agosto de 1969 | Uruguay                | 2:0 (1:0) | Chile | Montevideo, Uruguay                  |                                      |
|                      | Cortés 44' · Rocha 90' |           |       | Árbitro(s): Armando Marques (Brasil) | Árbitro(s): Armando Marques (Brasil) |

## Jugadores
Datos corresponden a situación previo al inicio del torneo.
| #  | Nombre                 | Posición       | Edad | PJ Sel | Club        |
| -- | ---------------------- | -------------- | ---- | ------ | ----------- |
| 1  | Ladislao Mazurkiewicz  | Guardameta     | 25   |        | Peñarol     |
| 2  | Atilio Ancheta         | Defensa        | 21   |        | Nacional    |
| 3  | Roberto Matosas        | Defensa        | 30   |        | Peñarol     |
| 4  | Luis Ubiña             | Defensa        | 29   |        | Nacional    |
| 5  | Julio Montero Castillo | Centrocampista | 26   |        | Nacional    |
| 6  | Juan Martín Mugica     | Defensa        | 25   |        | Nacional    |
| 7  | Luis Cubilla           | Delantero      | 30   |        | Nacional    |
| 8  | Pedro Rocha            | Centrocampista | 27   |        | Peñarol     |
| 9  | Víctor Espárrago       | Centrocampista | 25   |        | Nacional    |
| 10 | Ildo Maneiro           | Centrocampista | 22   |        | Nacional    |
| 11 | Julio César Morales    | Delantero      | 25   |        | Nacional    |
| 12 | Héctor Santos          | Guardameta     | 25   |        | Bella Vista |
| 13 | Rodolfo Sandoval       | Centrocampista | 21   |        | Peñarol     |
| 14 | Francisco Cámera       | Defensa        | 26   |        | Bella Vista |
| 15 | Dagoberto Fontes       | Delantero      | 26   |        | Defensor    |
| 16 | Omar Caetano           | Defensa        | 31   |        | Peñarol     |
| 17 | Ruben Bareño           | Delantero      | 26   |        | Nacional    |
| 18 | Alberto Gómez          | Defensa        | 25   |        | Liverpool   |
| 19 | Oscar Zubía            | Delantero      | 24   |        | River Plate |
| 20 | Julio César Cortés     | Delantero      | 29   |        | Peñarol     |
| 21 | Julio Losada           | Delantero      | 19   |        | Peñarol     |
| 22 | Walter Corbo           | Guardameta     | 21   |        | Peñarol     |
| DT | Juan Hohberg           |                |      |        |             |

## Participación[3]

### Primera fase

#### Grupo 2
| Equipo  | Pts | PJ | PG | PE | PP | GF | GC | DG |
| ------- | --- | -- | -- | -- | -- | -- | -- | -- |
| Italia  | 4   | 3  | 1  | 2  | 0  | 1  | 0  | +1 |
| Uruguay | 3   | 3  | 1  | 1  | 1  | 2  | 1  | +1 |
| Suecia  | 3   | 3  | 1  | 1  | 1  | 2  | 2  | 0  |
| Israel  | 2   | 3  | 0  | 2  | 1  | 1  | 3  | -2 |

#### Contra Israel
| 2 de junio de 1970 | Uruguay                  | 2:0 (1:0) | Israel | Estadio Cuauhtémoc, Puebla                                            |                                                                       |
|                    | Maneiro 23' · Mujica 50' | Reporte   |        | Asistencia: 20.654 espectadores Árbitro(s): Robert Davidson (Escocia) | Asistencia: 20.654 espectadores Árbitro(s): Robert Davidson (Escocia) |

| 1  | PO | Ladislao Mazurkiewicz  |     |
| 2  | DF | Atilio Ancheta         |     |
| 3  | DF | Roberto Matosas        |     |
| 4  | DF | Luis Ubiña             |     |
| 6  | DF | Juan Mujica            |     |
| 5  | MC | Julio Montero Castillo |     |
| 7  | MC | Luis Cubilla           |     |
| 8  | MC | Pedro Rocha            | 12' |
| 9  | MC | Víctor Espárrago       |     |
| 10 | MC | Ildo Maneiro           |     |
| 21 | DE | Julio Losada           |     |
| DT | DT | Juan Hohberg           |     |

| 2  | PO | Itzhak Vissoker      |     |
| 4  | DF | David Primo          |     |
| 5  | DF | Zvi Rosen            |     |
| 6  | DF | Shmuel Rosenthal     |     |
| 12 | DF | Yisha'ayahu Schwager |     |
| 7  | MC | Itzhak Shum          |     |
| 8  | MC | Giora Spiegel        |     |
| 9  | DE | Yehoshua Feigenbaum  |     |
| 10 | DE | Mordejai Spiegler    |     |
| 14 | DE | Danny Shmulevich-Rom | 57' |
| 15 | DE | Rachamim Talbi       | 46' |
| DT | DT | Emmanuel Scheffer    |     |

| 8 | MC | Julio César Cortés | 12' |

| 20 | DE | Shraga Bar       | 46' |
| 21 | DE | Yochanan Vollach | 57' |

| Anotado | 23' | Ildo Maneiro |
| Anotado | 50' | Juan Mujica  |

|  |

| Árbitro             | Bob Davidson    |
| Árbitros asistentes | Rudolf Scheurer |
| Árbitros asistentes | Seyoum Tarekegn |

| 1  | PO | Ladislao Mazurkiewicz  |     |
| 2  | DF | Atilio Ancheta         |     |
| 3  | DF | Roberto Matosas        |     |
| 4  | DF | Luis Ubiña             |     |
| 6  | DF | Juan Mujica            |     |
| 5  | MC | Julio Montero Castillo |     |
| 7  | MC | Luis Cubilla           |     |
| 8  | MC | Pedro Rocha            | 12' |
| 9  | MC | Víctor Espárrago       |     |
| 10 | MC | Ildo Maneiro           |     |
| 21 | DE | Julio Losada           |     |
| DT | DT | Juan Hohberg           |     |

| 2  | PO | Itzhak Vissoker      |     |
| 4  | DF | David Primo          |     |
| 5  | DF | Zvi Rosen            |     |
| 6  | DF | Shmuel Rosenthal     |     |
| 12 | DF | Yisha'ayahu Schwager |     |
| 7  | MC | Itzhak Shum          |     |
| 8  | MC | Giora Spiegel        |     |
| 9  | DE | Yehoshua Feigenbaum  |     |
| 10 | DE | Mordejai Spiegler    |     |
| 14 | DE | Danny Shmulevich-Rom | 57' |
| 15 | DE | Rachamim Talbi       | 46' |
| DT | DT | Emmanuel Scheffer    |     |

| 8 | MC | Julio César Cortés | 12' |

| 20 | DE | Shraga Bar       | 46' |
| 21 | DE | Yochanan Vollach | 57' |

| Anotado | 23' | Ildo Maneiro |
| Anotado | 50' | Juan Mujica  |

|  |

| Árbitro             | Bob Davidson    |
| Árbitros asistentes | Rudolf Scheurer |
| Árbitros asistentes | Seyoum Tarekegn |

#### Contra Italia
| 6 de junio de 1970, 18:00 | Uruguay | 0:0     | Italia | Estadio Cuauhtémoc, Puebla                                                   |                                                                              |
|                           |         | Reporte |        | Asistencia: 29.968 espectadores Árbitro(s): Rudi Glöckner (Alemania Federal) | Asistencia: 29.968 espectadores Árbitro(s): Rudi Glöckner (Alemania Federal) |

| 1  | PO | Ladislao Mazurkiewicz  |     |
| 2  | DF | Atilio Ancheta         |     |
| 3  | DF | Roberto Matosas        |     |
| 4  | DF | Luis Ubiña             |     |
| 6  | DF | Juan Mujica            |     |
| 5  | MC | Julio Montero Castillo |     |
| 7  | MC | Luis Cubilla           |     |
| 9  | MC | Víctor Espárrago       |     |
| 10 | MC | Ildo Maneiro           |     |
| 20 | MC | Julio César Cortés     |     |
| 17 | DE | Rúben Bareño           | 70' |
| DT | DT | Juan Hohberg           |     |

| 1  | PO | Enrico Albertosi     |     |
| 2  | DF | Tarcisio Burgnich    |     |
| 3  | DF | Giacinto Facchetti   |     |
| 5  | DF | Pierluigi Cera       |     |
| 8  | DF | Roberto Rosato       |     |
| 10 | MC | Mario Bertini        |     |
| 15 | MC | Sandro Mazzola       |     |
| 16 | MC | Giancarlo De Sisti   |     |
| 11 | DE | Gigi Riva            |     |
| 13 | DE | Angelo Domenghini    | 46' |
| 20 | DE | Roberto Boninsegna   |     |
| DT | DT | Ferruccio Valcareggi |     |

| 19 | DE | Oscar Zubía | 70' |

| 21 | DE | Giuseppe Furino | 46' |

| Amonestado | 1' | Julio Ceśar Cortés |

|  |

| Árbitro             | Rudi Glöckner      |
| Árbitros asistentes | Kurt Tschenscher   |
| Árbitros asistentes | Josip-Drago Horvat |

| 1  | PO | Ladislao Mazurkiewicz  |     |
| 2  | DF | Atilio Ancheta         |     |
| 3  | DF | Roberto Matosas        |     |
| 4  | DF | Luis Ubiña             |     |
| 6  | DF | Juan Mujica            |     |
| 5  | MC | Julio Montero Castillo |     |
| 7  | MC | Luis Cubilla           |     |
| 9  | MC | Víctor Espárrago       |     |
| 10 | MC | Ildo Maneiro           |     |
| 20 | MC | Julio César Cortés     |     |
| 17 | DE | Rúben Bareño           | 70' |
| DT | DT | Juan Hohberg           |     |

| 1  | PO | Enrico Albertosi     |     |
| 2  | DF | Tarcisio Burgnich    |     |
| 3  | DF | Giacinto Facchetti   |     |
| 5  | DF | Pierluigi Cera       |     |
| 8  | DF | Roberto Rosato       |     |
| 10 | MC | Mario Bertini        |     |
| 15 | MC | Sandro Mazzola       |     |
| 16 | MC | Giancarlo De Sisti   |     |
| 11 | DE | Gigi Riva            |     |
| 13 | DE | Angelo Domenghini    | 46' |
| 20 | DE | Roberto Boninsegna   |     |
| DT | DT | Ferruccio Valcareggi |     |

| 19 | DE | Oscar Zubía | 70' |

| 21 | DE | Giuseppe Furino | 46' |

| Amonestado | 1' | Julio Ceśar Cortés |

|  |

| Árbitro             | Rudi Glöckner      |
| Árbitros asistentes | Kurt Tschenscher   |
| Árbitros asistentes | Josip-Drago Horvat |

#### Contra Suecia
| 10 de junio de 1970, 21:00 | Suecia    | 1:0 (0:0) | Uruguay | Estadio Cuauhtémoc, Puebla                                                  |                                                                             |
|                            | Grahn 90' | Reporte   |         | Asistencia: 18.163 espectadores Árbitro(s): Henry Landauer (Estados Unidos) | Asistencia: 18.163 espectadores Árbitro(s): Henry Landauer (Estados Unidos) |

| 12 | PO | Sven-Gunnar Larsson |     |
| 2  | DF | Hans Selander       |     |
| 3  | DF | Kurt Axelsson       |     |
| 4  | DF | Björn Nordqvist     |     |
| 5  | DF | Roland Grip         |     |
| 6  | MC | Tommy Svensson      |     |
| 7  | MC | Bo Larsson          |     |
| 8  | MC | Leif Eriksson       |     |
| 11 | MC | Örjan Persson       |     |
| 19 | MC | Göran Nicklasson    | 84' |
| 9  | DE | Ove Kindvall        | 58' |
| DT | DT | Orvar Bergmark      |     |

| 1  | PO | Ladislao Mazurkiewicz  |     |
| 2  | DF | Atilio Ancheta         |     |
| 3  | DF | Roberto Matosas        |     |
| 4  | DF | Luis Ubiña             |     |
| 6  | DF | Juan Mujica            |     |
| 5  | MC | Julio Montero Castillo |     |
| 9  | MC | Víctor Espárrago       | 61' |
| 10 | MC | Ildo Maneiro           |     |
| 20 | MC | Julio César Cortés     |     |
| 19 | DE | Oscar Zubía            |     |
| 21 | DE | Julio Losada           |     |
| DT | DT | Juan Hohberg           |     |

| 10 | MC | Ove Grahn    | 84' |
| 18 | DE | Tom Turesson | 58' |

| 15 | MC | Dagoberto Fontes | 61' |

| Anotado | 90' | Ove Grahn |

|  |

| Árbitro             | Henry Landauer   |
| Árbitros asistentes | Jack Taylor      |
| Árbitros asistentes | Andrei Rădulescu |

| 12 | PO | Sven-Gunnar Larsson |     |
| 2  | DF | Hans Selander       |     |
| 3  | DF | Kurt Axelsson       |     |
| 4  | DF | Björn Nordqvist     |     |
| 5  | DF | Roland Grip         |     |
| 6  | MC | Tommy Svensson      |     |
| 7  | MC | Bo Larsson          |     |
| 8  | MC | Leif Eriksson       |     |
| 11 | MC | Örjan Persson       |     |
| 19 | MC | Göran Nicklasson    | 84' |
| 9  | DE | Ove Kindvall        | 58' |
| DT | DT | Orvar Bergmark      |     |

| 1  | PO | Ladislao Mazurkiewicz  |     |
| 2  | DF | Atilio Ancheta         |     |
| 3  | DF | Roberto Matosas        |     |
| 4  | DF | Luis Ubiña             |     |
| 6  | DF | Juan Mujica            |     |
| 5  | MC | Julio Montero Castillo |     |
| 9  | MC | Víctor Espárrago       | 61' |
| 10 | MC | Ildo Maneiro           |     |
| 20 | MC | Julio César Cortés     |     |
| 19 | DE | Oscar Zubía            |     |
| 21 | DE | Julio Losada           |     |
| DT | DT | Juan Hohberg           |     |

| 10 | MC | Ove Grahn    | 84' |
| 18 | DE | Tom Turesson | 58' |

| 15 | MC | Dagoberto Fontes | 61' |

| Anotado | 90' | Ove Grahn |

|  |

| Árbitro             | Henry Landauer   |
| Árbitros asistentes | Jack Taylor      |
| Árbitros asistentes | Andrei Rădulescu |

### Cuartos de final
| 14 de junio de 1970 | Uruguay        | 1:0 (0:0, 0:0) (t. s.) | Unión Soviética | Estadio Azteca, Ciudad de México                                              |                                                                               |
|                     | Espárrago 117' | Reporte                |                 | Asistencia: 26.086 espectadores Árbitro(s): Laurens van Ravens (Países Bajos) | Asistencia: 26.086 espectadores Árbitro(s): Laurens van Ravens (Países Bajos) |

| 1  | PO | Ladislao Mazurkiewicz  |      |
| 2  | DF | Atilio Ancheta         |      |
| 3  | DF | Roberto Matosas        |      |
| 4  | DF | Luis Ubiña             |      |
| 6  | DF | Juan Mujica            |      |
| 5  | MC | Julio Montero Castillo |      |
| 7  | MC | Luis Cubilla           |      |
| 10 | MC | Ildo Maneiro           |      |
| 20 | MC | Julio César Cortés     |      |
| 11 | DE | Julio César Morales    | 96'  |
| 15 | DE | Dagoberto Fontes       | 103' |
| DT | DT | Juan Eduardo Hohberg   |      |

| 2  | PO | Anzor Kavazashvili   |     |
| 3  | DF | Valentin Afonin      |     |
| 4  | DF | Revaz Dzodzuashvili  |     |
| 5  | DF | Volodymyr Kaplychnyi |     |
| 8  | DF | Murtaz Khurtsilava   | 86' |
| 9  | DF | Albert Shesternyov   |     |
| 11 | MC | Kakhi Asatiani       | 71' |
| 14 | MC | Vladimir Muntyan     |     |
| 16 | DE | Anatoliy Byshovets   |     |
| 17 | DE | Gennady Yevriuzhikin |     |
| 21 | DE | Vitaliy Khmelnytskyi |     |
| DT | DT | Gavril Kachalin      |     |

| 9  | DE | Víctor Espárrago | 103' |
| 18 | DE | Alberto Gómez    | 96'  |

| 7  | DF | Gennady Logofet  | 86' |
| 12 | MC | Nikolay Kiselyov | 71' |

| Anotado | 117' | Víctor Espárrago |

| Amonestado | 9'  | Roberto Matosas        |
| Amonestado | 17' | Julio Montero Castillo |
| Amonestado | 59' | Luis Ubiña             |

| Amonestado | 32'  | Kakhi Asatiani       |
| Amonestado | 76'  | Volodymyr Kaplychnyi |
| Amonestado | 118' | Anatoliy Byshovets   |

| Árbitro             | Laurens van Ravens |
| Árbitros asistentes | Bobby Davidson     |
| Árbitros asistentes | Rudi Glöckner      |

| 1  | PO | Ladislao Mazurkiewicz  |      |
| 2  | DF | Atilio Ancheta         |      |
| 3  | DF | Roberto Matosas        |      |
| 4  | DF | Luis Ubiña             |      |
| 6  | DF | Juan Mujica            |      |
| 5  | MC | Julio Montero Castillo |      |
| 7  | MC | Luis Cubilla           |      |
| 10 | MC | Ildo Maneiro           |      |
| 20 | MC | Julio César Cortés     |      |
| 11 | DE | Julio César Morales    | 96'  |
| 15 | DE | Dagoberto Fontes       | 103' |
| DT | DT | Juan Eduardo Hohberg   |      |

| 2  | PO | Anzor Kavazashvili   |     |
| 3  | DF | Valentin Afonin      |     |
| 4  | DF | Revaz Dzodzuashvili  |     |
| 5  | DF | Volodymyr Kaplychnyi |     |
| 8  | DF | Murtaz Khurtsilava   | 86' |
| 9  | DF | Albert Shesternyov   |     |
| 11 | MC | Kakhi Asatiani       | 71' |
| 14 | MC | Vladimir Muntyan     |     |
| 16 | DE | Anatoliy Byshovets   |     |
| 17 | DE | Gennady Yevriuzhikin |     |
| 21 | DE | Vitaliy Khmelnytskyi |     |
| DT | DT | Gavril Kachalin      |     |

| 9  | DE | Víctor Espárrago | 103' |
| 18 | DE | Alberto Gómez    | 96'  |

| 7  | DF | Gennady Logofet  | 86' |
| 12 | MC | Nikolay Kiselyov | 71' |

| Anotado | 117' | Víctor Espárrago |

| Amonestado | 9'  | Roberto Matosas        |
| Amonestado | 17' | Julio Montero Castillo |
| Amonestado | 59' | Luis Ubiña             |

| Amonestado | 32'  | Kakhi Asatiani       |
| Amonestado | 76'  | Volodymyr Kaplychnyi |
| Amonestado | 118' | Anatoliy Byshovets   |

| Árbitro             | Laurens van Ravens |
| Árbitros asistentes | Bobby Davidson     |
| Árbitros asistentes | Rudi Glöckner      |

### Semifinales
| 17 de junio de 1970 | Uruguay     | 1:3 (1:1) | Brasil                                        | Estadio Jalisco, Guadalajara                                          |                                                                       |
|                     | Cubilla 19' | Reporte   | Clodoaldo 44' · Jairzinho 76' · Rivellino 89' | Asistencia: 51.261 espectadores Árbitro(s): José María Ortiz (España) | Asistencia: 51.261 espectadores Árbitro(s): José María Ortiz (España) |

| 1  | PO | Félix            |
| 2  | DF | Brito            |
| 3  | DF | Piazza           |
| 4  | DF | Carlos Alberto   |
| 16 | DF | Everaldo         |
| 5  | MC | Clodoaldo        |
| 8  | MC | Gérson           |
| 9  | MC | Tostão           |
| 11 | MC | Roberto Rivelino |
| 7  | DE | Jairzinho        |
| 10 | DE | Pelé             |
| DT | DT | Mário Zagallo    |

| 1  | PO | Ladislao Mazurkiewicz  |     |
| 2  | DF | Atilio Ancheta         |     |
| 3  | DF | Roberto Matosas        |     |
| 4  | DF | Luis Ubiña             |     |
| 6  | DF | Juan Mujica            |     |
| 5  | MC | Julio Montero Castillo |     |
| 7  | MC | Luis Cubilla           |     |
| 10 | MC | Ildo Maneiro           | 73' |
| 20 | MC | Julio César Cortés     |     |
| 11 | DE | Julio César Morales    |     |
| 15 | DE | Dagoberto Fontes       |     |
| DT | DT | Juan Eduardo Hohberg   |     |

| 9 | MC | Víctor Espárrago | 73' |

| Anotado | 44' | Clodoaldo        |
| Anotado | 76' | Jairzinho        |
| Anotado | 89' | Roberto Rivelino |

| Anotado | 19' | Luis Cubilla |

| Amonestado | 44' | Carlos Alberto |

| Amonestado | 5'  | Juan Mujica      |
| Amonestado | 18' | Dagoberto Fontes |
| Amonestado | 37' | Ildo Maneiro     |

| Árbitro             | José María Ortiz    |
| Árbitros asistentes | Tofiq Bəhramov      |
| Árbitros asistentes | Ferdinand Marschall |

| 1  | PO | Félix            |
| 2  | DF | Brito            |
| 3  | DF | Piazza           |
| 4  | DF | Carlos Alberto   |
| 16 | DF | Everaldo         |
| 5  | MC | Clodoaldo        |
| 8  | MC | Gérson           |
| 9  | MC | Tostão           |
| 11 | MC | Roberto Rivelino |
| 7  | DE | Jairzinho        |
| 10 | DE | Pelé             |
| DT | DT | Mário Zagallo    |

| 1  | PO | Ladislao Mazurkiewicz  |     |
| 2  | DF | Atilio Ancheta         |     |
| 3  | DF | Roberto Matosas        |     |
| 4  | DF | Luis Ubiña             |     |
| 6  | DF | Juan Mujica            |     |
| 5  | MC | Julio Montero Castillo |     |
| 7  | MC | Luis Cubilla           |     |
| 10 | MC | Ildo Maneiro           | 73' |
| 20 | MC | Julio César Cortés     |     |
| 11 | DE | Julio César Morales    |     |
| 15 | DE | Dagoberto Fontes       |     |
| DT | DT | Juan Eduardo Hohberg   |     |

| 9 | MC | Víctor Espárrago | 73' |

| Anotado | 44' | Clodoaldo        |
| Anotado | 76' | Jairzinho        |
| Anotado | 89' | Roberto Rivelino |

| Anotado | 19' | Luis Cubilla |

| Amonestado | 44' | Carlos Alberto |

| Amonestado | 5'  | Juan Mujica      |
| Amonestado | 18' | Dagoberto Fontes |
| Amonestado | 37' | Ildo Maneiro     |

| Árbitro             | José María Ortiz    |
| Árbitros asistentes | Tofiq Bəhramov      |
| Árbitros asistentes | Ferdinand Marschall |

### Tercer puesto
| 20 de junio de 1970 | Uruguay | 0:1 (0:1) | Alemania Federal | Estadio Azteca, Ciudad de México                                        |                                                                         |
|                     |         | Reporte   | Overath 26'      | Asistencia: 104.403 espectadores Árbitro(s): Antonio Sbardella (Italia) | Asistencia: 104.403 espectadores Árbitro(s): Antonio Sbardella (Italia) |

| 22 | PO | Horst Wolter            |     |
| 3  | DF | Karl-Heinz Schnellinger | 46' |
| 6  | DF | Wolfgang Weber          |     |
| 7  | DF | Berti Vogts             |     |
| 11 | DF | Klaus Fichtel           |     |
| 15 | DF | Bernd Patzke            |     |
| 12 | MC | Wolfgang Overath        |     |
| 9  | DE | Uwe Seeler              |     |
| 10 | DE | Sigfried Held           |     |
| 13 | DE | Gerd Müller             |     |
| 14 | DE | Reinhard Libuda         | 73' |
| DT | DT | Helmut Schön            |     |

| 1  | PO | Ladislao Mazurkiewicz  |     |
| 2  | DF | Atilio Ancheta         |     |
| 3  | DF | Roberto Matosas        |     |
| 4  | DF | Luis Ubiña             |     |
| 6  | DF | Juan Mujica            |     |
| 5  | MC | Julio Montero Castillo |     |
| 7  | MC | Luis Cubilla           |     |
| 10 | MC | Ildo Maneiro           | 67' |
| 20 | MC | Julio César Cortés     |     |
| 11 | DE | Julio César Morales    |     |
| 15 | DE | Dagoberto Fontes       | 46' |
| DT | DT | Juan Eduardo Hohberg   |     |

| 16 | DF | Max Lorenz  | 46' |
| 17 | DE | Hannes Löhr | 73' |

| 9  | DE | Víctor Espárrago | 46' |
| 13 | MC | Rodolfo Sandoval | 67' |

| Anotado | 26' | Wolfgang Overath |

| Amonestado | 64' | Max Lorenz  |
| Amonestado | ?'  | Hannes Löhr |

| Amonestado | ?'  | Julio Montero Castillo |
| Amonestado | ?'  | Dagoberto Fontes       |
| Amonestado | 89' | Luis Ubiña             |

| Árbitro             | Antonio Sbardella     |
| Árbitros asistentes | Ferdinand Marschall   |
| Árbitros asistentes | Abel Aguilar Elizalde |

| 22 | PO | Horst Wolter            |     |
| 3  | DF | Karl-Heinz Schnellinger | 46' |
| 6  | DF | Wolfgang Weber          |     |
| 7  | DF | Berti Vogts             |     |
| 11 | DF | Klaus Fichtel           |     |
| 15 | DF | Bernd Patzke            |     |
| 12 | MC | Wolfgang Overath        |     |
| 9  | DE | Uwe Seeler              |     |
| 10 | DE | Sigfried Held           |     |
| 13 | DE | Gerd Müller             |     |
| 14 | DE | Reinhard Libuda         | 73' |
| DT | DT | Helmut Schön            |     |

| 1  | PO | Ladislao Mazurkiewicz  |     |
| 2  | DF | Atilio Ancheta         |     |
| 3  | DF | Roberto Matosas        |     |
| 4  | DF | Luis Ubiña             |     |
| 6  | DF | Juan Mujica            |     |
| 5  | MC | Julio Montero Castillo |     |
| 7  | MC | Luis Cubilla           |     |
| 10 | MC | Ildo Maneiro           | 67' |
| 20 | MC | Julio César Cortés     |     |
| 11 | DE | Julio César Morales    |     |
| 15 | DE | Dagoberto Fontes       | 46' |
| DT | DT | Juan Eduardo Hohberg   |     |

| 16 | DF | Max Lorenz  | 46' |
| 17 | DE | Hannes Löhr | 73' |

| 9  | DE | Víctor Espárrago | 46' |
| 13 | MC | Rodolfo Sandoval | 67' |

| Anotado | 26' | Wolfgang Overath |

| Amonestado | 64' | Max Lorenz  |
| Amonestado | ?'  | Hannes Löhr |

| Amonestado | ?'  | Julio Montero Castillo |
| Amonestado | ?'  | Dagoberto Fontes       |
| Amonestado | 89' | Luis Ubiña             |

| Árbitro             | Antonio Sbardella     |
| Árbitros asistentes | Ferdinand Marschall   |
| Árbitros asistentes | Abel Aguilar Elizalde |